# Люмет, Дженни
Дже́нни Лю́мет (англ. Jenny Lumet; род. 2 февраля 1967, Нью-Йорк, США) — американская актриса и сценаристка. Дочь режиссёра Сидни Люмета и внучка певицы Лины Хорн. Наиболее известна по написанию сценария к фильму «Рэйчел выходит замуж» (2008).

## Ранние годы
Люмет родилась в Нью-Йорке, США, в семье режиссёра Сидни Люмета и журналистки Гейл Бакли. У неё также есть старшая сестра Эми (род. 1964). Со стороны отца она имеет еврейские корни. Её дедом по отцовской линии был актёр Барух Люмет. Со стороны матери она является афроамериканкой с корнями в постколониальной Америке. Её бабушкой со стороны матери была певица Лина Хорн.
Люмет окончила школу Долтона в 1984 году.

## Карьера
Люмет начала карьеру в индустрии развлечений в качестве актрисы. Она появилась с маленькими ролями в двух фильмах её отца, «Смертельная ловушка» (1982) и «Бег на месте» (1988), прежде чем сыграла крупную роль, Нэнси Бош, в его фильме «Вопросы и ответы» (1990).
Люмет написала сценарий к фильму «Рэйчел выходит замуж» (2008), режиссёром которого выступил Джонатан Демми. В 2016 году телеканал «CBS» одобрил производство пилотного эпизода, процедурала, по сценарию Люмет. Она также преподавала драму в школе «Manhattan Country».

## Личная жизнь
Люмет вышла замуж за актёра Бобби Каннавале в 1993 году. Их сын, Джейкоб Люмет Каннавале, родился 1 мая 1995 года. Люмет и Каннавале развелись в 2004 году.
С 2008 года Люмет замужем за Александром Вайнштейном. У них есть дочь.
В ноябре 2017 года Люмет обвинила в изнасиловании музыкального продюсера Расселла Симмонса, которое произошло в 1991 году.

## Фильмография

### Актриса
- 1975 — «Все любят карусель[англ.]» (англ. Everybody Rides the Carousel) — этап 4 (озвучивание)
- 1982 — «Смертельная ловушка» (англ. Deathtrap) — разносчица газет
- 1988 — «Бег на месте» (англ. Running on Empty) — девушка
- 1988 — «Жестче, чем кожа[англ.]» (англ. Tougher Than Leather) — Пэм
- 1990 — «Вопросы и ответы» (англ. Q&A) — Нэнси Бош
- 1994 — «Убийство» (англ. Assassination; короткометражный фильм) — Стефани Меррин
- 1995 — «Вышибалы» (англ. Dodgeball) — Клодетт Митти

### Сценаристка
- 2008 — «Рэйчел выходит замуж» (англ. Rachel Getting Married)
- 2017 — «Мумия» (англ. The Mummy; сюжет)

## Награды и номинации
| Год  | Ассоциация                                         | Категория                                                             | Работа               | Результат |
| ---- | -------------------------------------------------- | --------------------------------------------------------------------- | -------------------- | --------- |
| 2008 | Ассоциация женщин-киножурналистов                  | Лучший сценарий, написанный женщиной                                  | Рэйчел выходит замуж | Победа    |
| 2008 | Ассоциация кинокритиков Чикаго                     | Лучший оригинальный сценарий                                          | Рэйчел выходит замуж | Номинация |
| 2008 | Ассоциация кинокритиков Торонто                    | Лучший сценарий                                                       | Рэйчел выходит замуж | Победа    |
| 2008 | Ассоциация кинокритиков Юты                        | Лучший сценарий                                                       | Рэйчел выходит замуж | Победа    |
| 2008 | Ассоциация кинокритиков Вашингтона, округ Колумбия | Лучший оригинальный сценарий                                          | Рэйчел выходит замуж | Победа    |
| 2008 | Клуб женщин-кинокритиков                           | Лучшая женщина-сценарист                                              | Рэйчел выходит замуж | Победа    |
| 2009 | Премия «Независимый дух»                           | Лучший дебютный сценарий                                              | Рэйчел выходит замуж | Номинация |
| 2009 | Премия «NAACP Image»                               | Лучший сценарий для игрового фильма (театрального или телевизионного) | Рэйчел выходит замуж | Победа    |
| 2009 | Ассоциация критиков кино и телевидения             | Лучший сценарий, написанный для кинофильма                            | Рэйчел выходит замуж | Номинация |
| 2009 | Ассоциация критиков кино и телевидения             | Лучший первый сценарий                                                | Рэйчел выходит замуж | Номинация |
| 2009 | Клуб кинокритиков Нью-Йорка                        | Лучший сценарий                                                       | Рэйчел выходит замуж | Номинация |
| 2018 | Премия «Золотая малина»                            | Худший сценарий                                                       | Мумия                | Номинация |